# Vitörad parakit
Vitörad parakit (Pyrrhura leucotis) är en fågel i familjen västpapegojor inom ordningen papegojfåglar.

## Utseende
Vitörad parakit är en liten (23 cm) och grönaktig papegojfågel med blått i vingen och rödbrunt på övergump, stjärt, buk och skuldran. Bröstet är gult och grått med ljusa fjäll. Ansiktet är plommonrött, hjässan gråbrun med lite blått längst fram. Arten är mycket lik både gråbröstad parakit och serrageralparakit men skiljer sig i färgen på hjässan och genom en gräddbeige fläck på örontäckarna som gett arten dess namn. Den har mindre blått på hjässan än venezuelaparakiten liksom smalare beigefärgad fjällning på bröstet.

## Utbredning och systematik
Arten förekommer enbart i östra Brasilien (Bahia till São Paulo). Vissa behandlar venezuelaparakiten (Pyrrhura emma) som underart till vitörad parakit.

## Status och hot
Rostmaskpapegojan har en liten världspopulation bestående av uppskattningsvis endast 2 500–10 000 vuxna individer. Den tros också minska i antal. Fågeln är därför upptagen på internationella naturvårdsunionen IUCN:s röda lista över hotade arter, kategoriserad som sårbar (VU).